# 乌当库尔
乌当库尔（法語：Houdancourt，法語發音：[udɑ̃kuʁ]）是法国瓦兹省的一个市镇，位于该省中东部，属于贡比涅区。

## 地理
乌当库尔（49°20'35"N, 2°38'28"E）面积6.71 平方千米，位于法国上法蘭西大區瓦兹省，该省份为法国北部内陆省份，北起索姆省，西接厄尔省和滨海塞纳省，南至塞纳-马恩省和瓦兹河谷省，东临埃纳省。
与乌当库尔接壤的市镇（或旧市镇、城区）包括：巴济库尔、舍夫里耶尔、格朗弗雷努瓦、隆格伊圣玛丽、蓬潘、蓬圣马克桑斯。

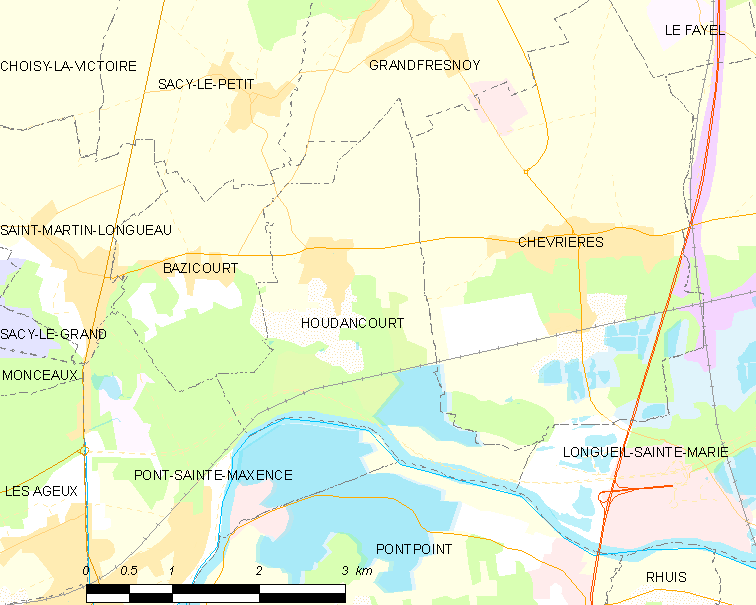
乌当库尔的OSM定位图

乌当库尔的时区为UTC+01:00、UTC+02:00（夏令时）。

## 行政
乌当库尔的邮政编码为60710，INSEE市镇编码为60318。

## 政治
乌当库尔所属的省级选区为埃斯特雷圣但尼县。

## 人口

1962-2008年间乌当库尔人口变化图示

乌当库尔于2022年1月1日时的人口数量为676人。